# Raïon de Novolaksky
Le raïon de Novolaksky (russe : Новола́кский райо́н ; Lak : Цӏуссалакрал кIану ; tchétchène : Аух кӏошт Aux Khoşt) est l'un des quarante et un districts administratifs et municipaux (raïon) de la république du Daghestan, en Russie. Il est situé à l'ouest de la république et a des frontières avec le district de Khasavyurtovsky au nord-est, le district de Kazbekovsky au sud-est et avec la République tchétchène à l'ouest. La superficie du district est de 218.2 km2. Son centre administratif est la localité rurale de Novolakskoye. Au recensement de 2010, la population totale du district était 28 556, la population de Novolakskoye représentant 20,8% de ce nombre.

## Démographie
Lors de sa création en 1943, le raïon de Novolaksky fait partie de la nation tchétchène. Après la déportation des Tchétchènes en 1944, les Laks y sont réinstallés de manière planifiée. En 2002, les Laks représentaient déjà 46,0 % de la population du raïon.
Par la suite, dans les 1950 à 1970. Les Avars sont également réinstallés dans la partie nord de la région.
Selon le recensement panrusse de la population de 2010, la répartition des différentes population de la région était :
| Gens        | Nombre, pers. | Part de la population totale, % |
| ----------- | ------------- | ------------------------------- |
| Laks        | 13 852        | 48,51 %                         |
| Tchétchènes | 7922          | 27,74 %                         |
| Avars       | 6255          | 21,90%                          |
| Russes      | 101           | 0,35 %                          |
| Darguines   | cent          | 0,35 %                          |
| Koumyks     | 54            | 0,19 %                          |
| Lezghiens   | 43            | 0,15 %                          |
| autre       | 85            | 0,30 %                          |
| Non-indiqué | 144           | 0,50 %                          |

| 2002   | 2009   | 2010   | 2011   | 2012   | 2013   | 2014   | 2015   | 2016   |
| ------ | ------ | ------ | ------ | ------ | ------ | ------ | ------ | ------ |
| 22 019 | 26 506 | 28 556 | 29 393 | 29 823 | 30 681 | 31 468 | 32 367 | 33 023 |

| 2017   | 2018   | 2019   | 2020   | - | - | - | - | - |
| ------ | ------ | ------ | ------ | - | - | - | - | - |
| 33 886 | 34 474 | 35 358 | 35 856 | - | - | - | - | - |